# Quinto Cecílio Metelo Numídico
Quinto Cecílio Metelo Numídico (m. 91 a.C.; em latim: Quintus Caecilius Metellus Numidicus) foi um político da gente Cecília Metela da República Romana eleito cônsul em 109 a.C. com Marco Júnio Silano. Ele era o filho mais novo de Lúcio Cecílio Metelo Calvo e irmão de Lúcio Cecílio Metelo Dalmático, cônsul em 119 a.C., e de Cecília Metela Calva, a esposa de Lúcio Licínio Lúculo; foi também pai de Quinto Cecílio Metelo Pio, cônsul em 83 a.C., e avô de Quinto Cecílio Metelo Cipião, cônsul em 52 a.C.. Além disso, era primo de Quinto Cecílio Metelo Baleárico, Lúcio Cecílio Metelo Diademado, Marco Cecílio Metelo e Caio Cecílio Metelo Caprário, cônsules em 123, 117, 115 e 113 respectivamente.
Foi censor em 102 a.C. e era o líder da facção aristocrática dos optimates no Senado Romano.

## Carreira

Reino da Numídia na época de Metelo.

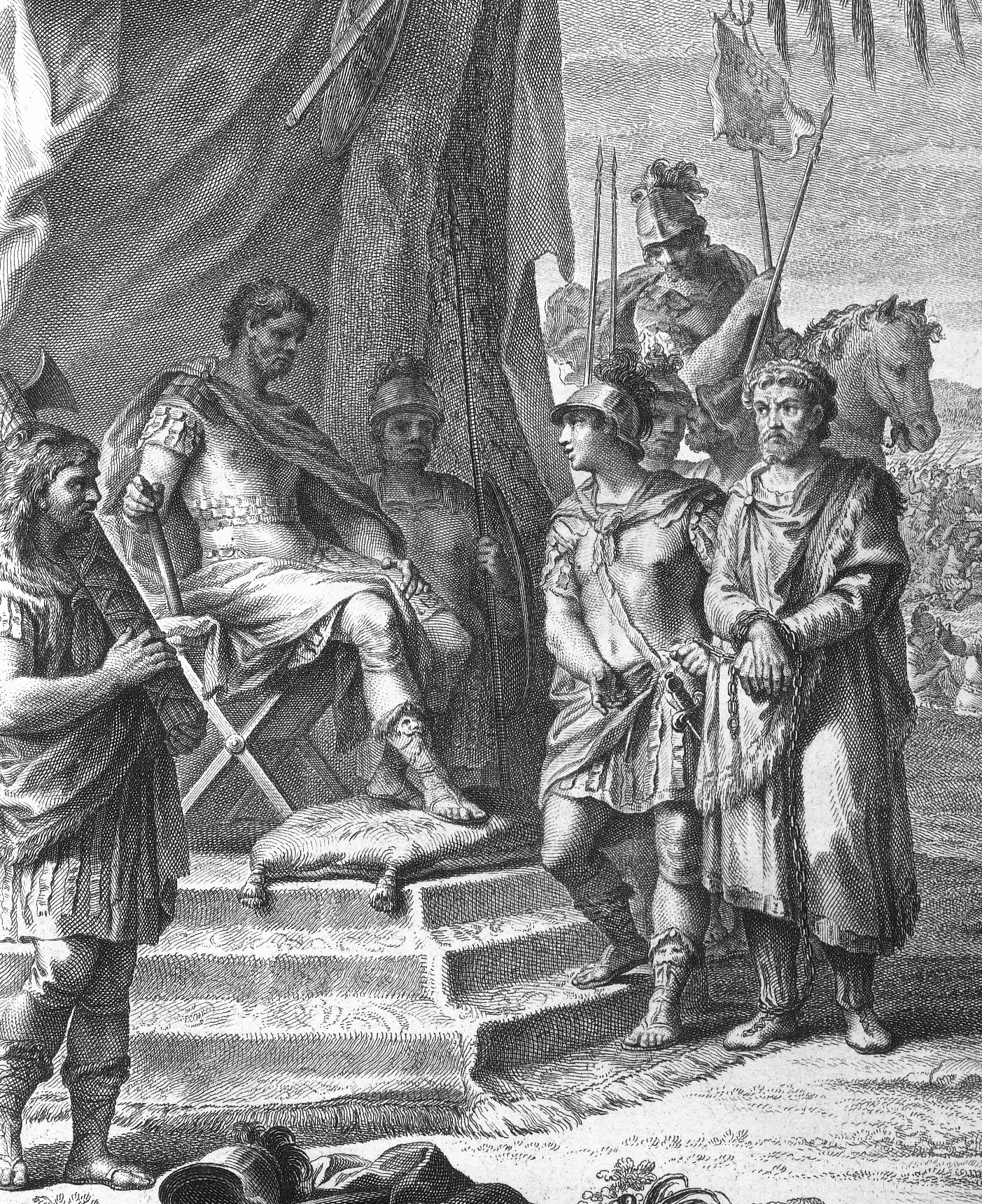
Jugurta capturado.

Ainda jovem, Metelo recebeu uma excelente educação e foi discípulo do filósofo Carnéades em Atenas. Cícero comenta que ele era um excelente orador e Frontão relata que alguns de seus discursos foram compilados por Lúcio Élio Estilão, mas, infelizmente, esta obra se perdeu.
Foi tribuno da plebe em 120 a.C., edil em 117 a.C. e pretor em 113 a.C., governando a província romana de Córsega e Sardenha. É provável que, ao regressar de seu comando, tenha sido acusado de extorsão, mas sua fama de incorruptível era tamanha que os juízes (questiores) não deram crédito aos acusadores. Alguns escritores modernos defenden que esta acusação só teria ocorrido depois de seu retorno da Numídia.
Metelo apoiou seu cliente, Caio Mário, nas eleições na qual ele foi eleito tribuno da plebe e entrou para o Senado. Mário, apesar do apoio, levou adiante uma política alinhada aos populares, oposta aos interesses dos optimates. A partir daí, Metelo converteu-se em um de seus principais adversários. Em conjunto com o príncipe do senado, Marco Emílio Escauro, fez o que pode para evitar que Mário conseguisse ocupar o cargo de pretor, condição necessária para que ele um dia chegasse ao consulado.

## Consulado e a Guerra contra Jugurta
Não se sabe sob que circunstâncias os dois se reconciliaram, assim como não se sabe se houve um perdão sincero ou um limitado pelas circunstâncias. Seja como for, quando Metelo foi eleito, em 109 a.C., cônsul juntamente com Marco Júnio Silano e conseguiu o comando da Guerra contra Jugurta (que ele continuaria comandando como procônsul até a vitória, em 107 a.C.), Metelo levou Mário e Públio Rutílio Rufo consigo como legados.
Na Numídia, o exército romano da África, comandado por Espúrio Postúmio Albino e seu irmão, Aulo Postúmio Albino Magno, estava em péssimo estado, fraco, acorvardado, sem respeito à disciplina ou ordem, incapaz de encarar perigo ou severidades, mais rápido com a língua do que com a mão, pilhando os aliados e uma era uma presa fácil ao inimigo. Metelo reorganizou as tropas romanas, impondo uma severa disciplina sobre todo o exército. Gauda, filho de Mastanabal, filho de Massinissa, que era um dos herdeiros de Micipsa, pediu a Metelo para ter uma guarda de honra, mas Metelo recusou. Porém, Mário, bajulando-o, convenceu-o a se vingar do general  e a ajudá-lo a se tornar cônsul. A cidade de Vacca, através da traição, libertou-se da guarda romana, massacrando os soldados exceto seu comandante, Tito Turpílio Silano; Metelo retomou a cidade dois dias depois, entregando-a à pilhagem e vingança, e executou Silano, um latino depois que ele não conseguiu se justificar. Apesar disso, a excessiva prudência de Metelo e a reconhecida habilidade do rei númida levaram as operações militares a um impasse. Frustrado, Mário retornou a Roma para tentar a eleição como cônsul enquanto Metelo derrotou Jugurta na Batalha de Mutul e permaneceu mais um ano na região, como procônsul, cercando diversas importantes fortalezas inimigas e voltou a Roma em seguida, sem conseguir uma vitória decisiva.
Em Roma, Mário se aproveitou da impaciência e frustração dos grupos de poder em Roma, que consideravam que a guerra já havia se estendido por tempo demais e suspeitavam que Metelo estava apenas prorrogando seu imperium ("comando") proconsular na África. Depois de uma campanha de intrigas e difamação sobre o comando de Metelo, Mário foi eleito cônsul em 108 a.C., apesar de ser um homem novo. Ele venceu a disputa apesar do desprezo e das artimanhas de Metelo, que queria o posto para seu próprio filho e acusava Mário de ser um italiano grosseiro que sequer dominava o grego. O novo cônsul dispensou o comando de Metelo, mas ele se recusou a entregar o exército diretamente a Mário e o deixou sob o comando de seu legado, Públio Rutílio Rufo.
Apesar disso e de sua má reputação depois da campanha de Mário, o Senado decidiu recompensar Metelo por suas vitórias na África com um triunfo, celebrado em 107 a.C., e com o agnome "Numídico", o que irritou profundamente Mário.

## Anos finais
Metelo Numídico tornou-se um dos principais líderes dos optimates e um adversário da rápida ascensão social do populista Mário, que tinha a seu favor a prisão e a morte de Jugurta graças a um estratagema proposto e realizado por Lúcio Cornélio Sula. Caio foi eleito cônsul em 107 a.C. e suas reformas no exército, que permitiram o recrutamento de soldados sem propriedades e leais apenas ao seu general, foram um ponto de inflexâo na história da Roma Antiga, abrindo o caminho para a ascensão do Império Romano. Estas reformas foram duramente combatidas pelos optimates liderados por Numídico.
Em 102 a.C., Metelo Numídico foi eleito censor com Caio Cecílio Metelo Caprário, seu primo, e recusou reconhecer Lúcio Equício, que se dizia um filho de Caio Graco, o líder dos populares, como um cidadão romano, o que enfureceu os romanos. Tentou também expulsar, sem sucesso, Lúcio Apuleio Saturnino, que decidiu então arruinar Metelo e conseguiu o apoio de Caio Mário, que o odiava por motivos políticos e pessoais. Depois do assassinato de Aulo Nônio, que aspirava a um posto de tribuno da plebe em 100 a.C., o próprio Saturnino foi eleito, assim como Caio Servílio Gláucia, que serviu como pretor e Mário, eleito cônsul pela sexta vez (quinta seguida). Quando Saturnino obrigou os senadores a jurarem uma lei agrária no prazo de cinco dias sob pena de multa, Metelo Numídico preferiu exilar-se voluntariamente em Rodes a se submeter ao que considerava um grande desatino, o que resultou na sua expulsão do Senado e na perda de sua cidadania romana.
Depois de passada a ameaça da invasão germânica e da confusão provocada por Saturnino, Quinto Cecílio Metelo Pio, filho de Metelo Numídico, conseguiu, em 99 a.C., trazer seu pai de volta a Roma com base numa proposta do tribuno Quinto Calídio, que lhe devolveu a cidadania e a fortuna. Numídico morreu logo em seguida.
Segundo Cícero, Metelo Numídico foi envenenado por Quinto Vário Severo, um dos tribunos da plebe em 91 a.C. e um violento inimigo da aristocracia.